# ISO 31
De internationale standaard ISO 31 (grootheden en eenheden, International Organization for Standardization, 1992) is de meest gebruikte en gerespecteerde internationale standaard voor het gebruik van eenheden en formules.
Deze standaard bestaat uit 14 delen:
ISO 31-0:  Algemene principes
ISO 31-1:  Ruimte en tijd
ISO 31-2:  Periodieke en aanverwante fenomenen
ISO 31-3:  Mechanica
ISO 31-4:  Warmte
ISO 31-5:  Elektriciteit en magnetisme
ISO 31-6:  Licht en elektromagnetische straling
ISO 31-7:  Akoestiek
ISO 31-8:  Fysische scheikunde en moleculaire fysica
ISO 31-9:  Atoomfysica en kernfysica
ISO 31-10: Kernreacties en ioniserende straling
ISO 31-11: Wiskundige tekens en symbolen voor gebruik in de fysische wetenschappen en technologie
ISO 31-12: Karakteristieke getallen
ISO 31-13: Vastestoffysica